# Johannes Carel Antonius Clasener
Johannes Carel Antonius Clasener ('s-Gravenhage, 24 maart 1904 – aldaar, 16 januari 1976) was in de Tweede Wereldoorlog een dienstplichtig soldaat. Als soldaat der Genie was hij in mei 1940 bij Wateringen bij gevechten betrokken. In de voordracht aan het Kapittel van de Militaire Willems-Orde wordt vermeld dat hij "...op 10 Mei 1940 als lijnwerker bij de Verbindings-Afdeling van de Groep 's-Gravenhage der Vesting Holland, bij Wateringen, behorende tot een patrouille onder een officier op enige afstand vóór deze patrouille uit, geheel alleen en ongedekt de drie man sterke bemanning van een geland klein Duits vliegtuig gevangengenomen.
Na deze Duitsers aan de patrouille-commandant te hebben overgegeven, heeft hij zich wederom alleen en slechts bewapend met een karabijn naar een bij Wateringen geland groot vijandelijk transportvliegtuig begeven en de goed bewapende bemanning van 12 man gesommeerd zich over te geven onder de mededeling, dat verzet nutteloos was, omdat zij zouden zijn omsingeld. Voorts toen hij met deze Duitsers onder eigen vuur van onder andere van Delft en Wateringen oprukkende onderdelen geraakte, heeft hij door nog nadrukkelijker optreden bereikt, dat zij zich allen overgaven. Verder heeft hij - ingedeeld bij een groep onder bevel van een officier - met zijn geweervuur geholpen de overmachtige en goed bewapende vijand het doordringen tot het Stafkwartier te beletten en vervolgens op uiterst stoutmoedige wijze en in feite de leiding van de groep nemend, bijgedragen tot het zuiveren van aanvankelijk door de vijand bezette huizenblokken, waarbij hij, van dak tot dak springen, de overige manschappen van zijn groep tot voorwaarts gaan aanspoorde".Hij had zich in de ogen van het Kapittel in de strijd onderscheiden door uitstekende daden van moed, beleid en trouw.
Het eerste eerbewijs was een bevordering tot sergeant op 12 mei 1940. In 1952 werd sergeant Clasener eervol uit de dienst ontslagen. Hij droeg ook het Oorlogsherinneringskruis met de gesp "NEDERLAND MEI 1940" en het Onderscheidingsteken voor Langdurige, Eerlijke en Trouwe Dienst.